# Notholaena sargentii
Notholaena sargentii là một loài thực vật có mạch trong họ Adiantaceae. Loài này được (H. Christ) Fraser-Jenk. miêu tả khoa học đầu tiên năm 1997.